# نظريات مؤامرة 11 سبتمبر

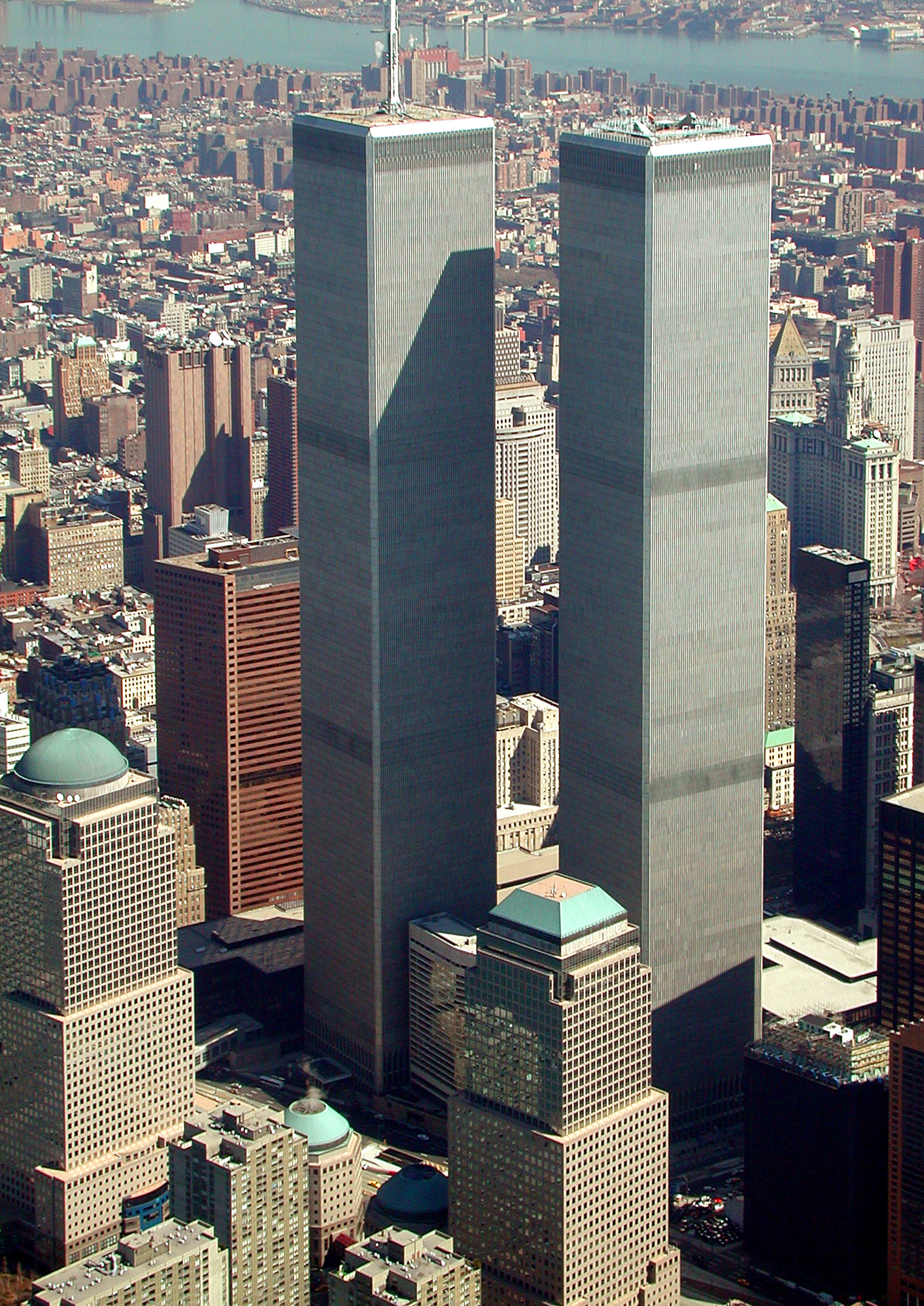
صورة لمبنيي التجارة العالميين قبل الهجمات ويمثل انهيار المبنيين بالإضافة إلى المبنى رقم 7 أحد أهم أدلة نظرية المؤامرة

يوجد العديد من نظريات المؤامرة التي تنسب تخطيط وتنفيذ هجمات 11 سبتمبر 2001 المُنفذة ضد الولايات المتحدة إلى أطراف أخرى دون تنظيم القاعدة أو بالتعاون معها، بما في ذلك الادعاء بوجود معرفة مسبقة بالهجمات بين المسؤولين الحكوميين على المستوى العالمي. رفضت التحقيقات الحكومية والمراجعات المستقلة هذه النظريات. يؤكد أنصار هذه النظريات وجود تناقضات في النسخة المقبولة بشكل عام، أو وجود أدلة جرى تجاهلها أو التغاضي عنها.
تُعتبر النظرية القائلة إن انهيار البرجين التوأمين ومركز التجارة العالمي كان نتيجة عمليات الهدم المُراقب وليس نتيجة الفشل الهيكلي الناتج عن تأثير الارتطام والحرائق من أبرز نظريات المؤامرة حول هذه الحادثة. يوجد اعتقاد بارز آخر، وهو أن بعض العناصر من داخل الحكومة الأمريكية قد أطلقت صاروخ أصاب البنتاغون، أو أنه سُمح لإحدى الطائرات التجارية بالقيام بذلك من خلال الانسحاب الفعال للجيش الأمريكي. تشتمل الدوافع المحتملة التي يدعيها أصحاب نظريات المؤامرة لمثل هذه الأعمال على تبرير غزو أفغانستان والعراق (على الرغم من أن الحكومة الأمريكية خلصت إلى أن العراق لم يكن متورطًا في الهجمات) بهدف تعزيز مصالحهم الجيوستراتيجية كوضع خطط لبناء خط أنابيب للغاز الطبيعي عبر أفغانستان (خط أنابيب تركمانستان-أفغانستان-باكستان). تتمحور نظريات المؤامرة الأخرى حول معرفة السلطات المسبقة بهذه الهجمات وتجاهلها، أو مساعدتها للمهاجمين عن عمد.
حقق المعهد الوطني للمعايير والتقنية (NIST) ومجلة بوبيلار ميكانيكس التقنية في هذه الحادثة ورفضا الادعاءات التي أدلى مؤيدو نظريات مؤامرة 11 سبتمبر بها. وافقت لجنة هجمات 11/09 ومعظم مجتمع الهندسة المدنية على أن تأثيرات الطائرات النفاثة في السرعات العالية مع اقترانها بالحرائق التي حصلت لاحقًا أدت إلى انهيار البرجين التوأمين، وليس كما يزعم البعض بأن الحادثة نتجت عن الهدم المراقب، ولكن لم توافق بعض المجموعات -بما في ذلك منظمة مهندسون ومعماريون من أجل الحقيقة حول هجمات 11 سبتمبر - على الحجج التي قدمها المعهد الوطني للمعايير والتقنية (NIST) ومجلة بوبيلار ميكانيكس التقنية.

## الخلفية
يرفض مؤيدو نظريات مؤامرة 11 سبتمبر أحد أو كل الحقائق التالية حول هجمات 11 سبتمبر:
- اختطف عناصر انتحاريون من تنظيم القاعدة طائرة الرحلة 175 على متن الخطوط الجوية المتحدة وطائرة الرحلة 11 على متن أمريكان إيرلاينز وقادوهما لتصطدما مع البرجين التوأمين لمركز التجارة العالمي، كما حطموا طائرة الرحلة 77 على متن الخطوط الجوية الأمريكية من خلال اصطدامها بمبنى البنتاغون. تسببت آثار الارتطام والحرائق الناتجة عنه في انهيار البرجين التوأمين وتدمير المباني الأخرى في مجمع مركز التجارة العالمي. أصيب البنتاغون بأضرار بالغة بسبب تأثير اصطدام الطائرة والنيران الناتجة عنه. كما حطم الخاطفون طائرة رابعة (طائرة الرحلة 93 على متن الخطوط الجوية المتحدة) في أحد الحقول بالقرب من شانكسفيل، بنسلفانيا بعد أن حاول الركاب وطاقم الطائرة استعادة السيطرة على عليها.[10]
- تجاهل التحذيرات ذات التفاصيل المتفاوتة لما قبل هجمات تنظيم القاعدة المخطط لها ضد الولايات المتحدة الناتجة عن نقص التواصل بين مختلف أجهزة إنفاذ القانون وعناصر الاستخبارات. ذكر تقرير 11 سبتمبر أن الجمود البيروقراطي والقوانين التي مُررت في سبعينيات القرن الماضي الناتجة عن غياب التواصل بين الوكالات قد هدفت إلى منع الانتهاكات التي تسببت في الفضائح خلال تلك الحقبة، وعلى الأخص فضيحة ووترغيت. انتقد التقرير كلا إدارتي كلينتون وبوش واصفًا إياهما بـ «الفشل في التصور».

تدعم مصادر مختلفة هذه الرؤية التوافقية، بما في ذلك:
- تقارير التحقيقات الحكومية- تقرير لجنة 11/09 (الذي تضمن معلومات استخباراتية من التحقيق السابق لمكتب التحقيقات الفدرالي «بينتبوم» (PENTTBOM) ومن التحقيق المشترك لعام 2002)، ودراسات الأداء البنائي التي أجرتها الوكالة الفيدرالية لإدارة الطوارئ (FEMA)، والمعهد الوطني للمعايير والتقنية (NIST).[11]
- تحقيقات المنظمات غير الحكومية التي تدعم الرواية الرسمية، مثل تلك التي أجراها العلماء في جامعة بيردو.[12][13]

- المقالات التي تدعم هذه الحقائق، والنظريات التي تظهر في مجلات مثل مجلة بوبيلار ميكانيكس التقنية ومجلة ساينتفك أمريكان ومجلة تايم.
- المقالات المماثلة في وسائل الإعلام الإخبارية في جميع أنحاء العالم بما في ذلك تايمز أوف إنديا، وهيئة الإذاعة الكندية (CBC)، وبي بي سي، ولو موند، ودويتشه فيله، وهيئة البث الأسترالية (ABC)، وذا تشوسن إلبو الكورية الجنوبية.[14]

## النظريات

### مركز التجارة العالمي
تحطمت الطائرة وتسببت الحرائق الناتجة في انهيار مركز التجارة العالمي. تقول نظريات المؤامرة المتعلقة بالهدم المتحكم به أن انهيار البرج الشمالي أو البرج الجنوبي أو مركز التجارة العالمي 7 كان بسبب المتفجرات المثبتة في المباني مسبقًا.
يجادل مؤيدو نظرية الهدم، مثل الفيزيائي في جامعة بريغام يونغ ستيفن إيرل جونز، والمهندس المعماري ريتشارد غيج، ومهندس البرمجيات جيم هوفمان، واللاهوتي ديفيد راي غريفن، بأن تأثيرات الطائرة والحرائق الناتجة لا يمكن أن تضعف المباني بشكل كافٍ لبدء الانهيار الكارثي، وأن الأبنية لم تكن لتنهار بشكل كامل ولا بالسرعة التي انهارت فيها، لولا عوامل إضافية تضعف الهياكل.
ذكر الكاتبان نيلز هاريت من قسم الكيمياء في جامعة كوبنهاغن، وجيفري فرير من قسم الفيزياء في جامعة بريغام يونغ، وآخرون معهما في مقال بعنوان «اكتشاف مادة حرارية نشطة في الغبار من كارثة مركز التجارة العالمي في الحادي عشر من سبتمبر»، نُشر في مجلة أوبن كمكال فيزيكس، أنه عُثر على مركبات الثرميت والنانو الثرميت في الغبار والحطام بعد انهيار المباني الثلاثة. لم يتضمن المقال أي دحض علمي واستقال رئيس تحرير المجلة لاحقًا.
لم يشرح جونز كيف كان من الممكن وضع كمية المتفجرات اللازمة لهدم المباني في المبنيين دون لفت الانتباه، لكنه ذكر الجهود المبذولة للبحث في نشاط صيانة المباني في الأسابيع التي سبقت الحدث. صرح المحققون الفيدراليون في المعهد الوطني للمعايير والتكنولوجيا أنه يجب استخدام كميات هائلة من الثرميت على الأعمدة الهيكلية لإتلافها، لكن جونز عارض ذلك، قائلًا إنه وآخرون كانوا يحققون في «الثرميت الفائق». ويقول برنت بلانشارد، مؤلف كتاب «تاريخ الهدم المتفجر في أمريكا»، الذي تراسل مع جونز، إن التساؤلات عن جدوى نظريات جونز ما تزال دون إجابة، مثل حقيقة أن موظفي الهدم لم يلاحظوا أي علامات تدل على الثرميت خلال الأشهر الثمانية من إزالة الأنقاض عقب انهيار الأبراج. قال بلانشارد أيضًا إنه يجب إنشاء سلسلة حيازة يمكن من خلالها التحقق من العوارض المختبرة، والتي لم تظهر مع العوارض التي اختبرها جونز، مما أثار تساؤلات حول ما إذا كان من الممكن قطع القطع المعدنية المختبرة بعيدًا عن كومة الحطام باستخدام مشاعل الأسيتيلين والمقصات، أو غيرها من المعدات التي يحتمل أن تكون ملوثة أثناء التواجد في الموقع، أو التعرض لكميات ضئيلة من الثرميت أو المركبات الأخرى أثناء التعامل معها، أو أثناء التخزين، أو أثناء نقلها من منطقة الصفر إلى مواقع الذكرى.
قال جونز أيضًا إن الصلب المصهور الذي عُثر عليه في الأنقاض دليل على وجود متفجرات، حيث أن حريق الطائرة العادي لن يولد حرارة كافية لإنتاج هذا، مستشهدًا بصور الحطام الأحمر الذي أزيل بواسطة معدات البناء، لكن بلانشارد قال لو صادفت معدات الحفر صلبًا مصهورًا في الأنقاض لكان من الممكن أن تتضرر معدات الحفر على الفور. أخذت هيئة المسح الجيولوجية الأمريكية وآر جي لي عينات أخرى من الغبار المسحوق ولم تبلغا عن أي دليل على وجود ثرميت أو متفجرات. افترِض أن «مادة الثرميت» التي عُثر عليها كانت عبارة عن طلاء أولي. وأشار ديف توماس من مجلة سكيبتيكال إنكوايرر، إلى أن البقايا المعنية زُعم أنها ثرميتية بسبب تكوينها من أكسيد الحديد والألمنيوم، لكن هذه المواد توجد في العديد من العناصر الشائعة في الأبراج. وقال توماس إنه من أجل قطع عارضة فولاذية عمودية، يجب أن يضاف تطويق خاص عالي الحرارة لمنع الصلب المصهور من النزول إلى أسفل، وأن تفاعل الثرميت بطيء جدًا بحيث لا يمكن استخدامه عمليًا في هدم المباني. أشار توماس إلى أنه عندما استأجر جيسي فنتورا شركة نيو مكسيكو تيك لإجراء عرض توضيحي يُظهر كيفية تقطيع عارضة فولاذية كبيرة باستخدام النانوثرميت، أنتج النانوثرميت لهبًا ودخانًا كثيفًا ولكنه لم يلحق الضرر بالعارضة، على الرغم من أنه كان في وضع أفقي، وهو الوضع الأمثل.
خلص المعهد الوطني للمعايير والتقنية إلى أن الصيغة المقبولة كانت أكثر من كافية لتفسير انهيار المباني. ورفض المعهد والعديد من العلماء مناقشة منظري المؤامرة لأنهم شعروا أن ذلك يمنح تلك النظريات مصداقية غير مبررة. قبل المتخصصون في الميكانيكا الإنشائية والهندسة الإنشائية نموذج الانهيار الناجم عن الحرائق والمدفوع بالجاذبية لمباني مركز التجارة العالمي دون استخدام المتفجرات. نتيجة لذلك، قال المعهد إنه لم يقم بأي اختبار لبقايا المركبات المتفجرة من أي نوع في الحطام.
بعد وقت قصير من يوم الهجمات، نشرت مصادر إعلامية كبرى أن الأبراج انهارت بسبب الحرارة العالية لذوبان الفولاذ. ساهمت معرفة أن درجات الحرارة الحارقة لوقود الطائرات النفاثة لن تذوب هيكل الدعم الفولاذي لمركز التجارة العالمي في الاعتقاد بين المتشككين أن الأبراج ما كانت لتنهار دون تدخل خارجي (شيء آخر غير الطائرات). ولم يدعِ المعهد الوطني للمعايير والتقنية أن الفولاذ قد ذاب، وإنما ادعى أن الفولاذ ضعيف، بالإضافة إلى أن الضرر الناجم عن آثار الطائرات، تسبب في الانهيارات. ذكر المعهد الوطني أن نموذج المحاكاة القائم على افتراض أن الأبخرة القابلة للاحتراق تحترق فور الاختلاط بالأكسجين الوارد أظهر أن «في موقع معين، كانت المدة التي اقتربت فيها درجات حرارة (الغاز) من 1000 درجة مئوية نحو 15 إلى 20 (دقيقة). بقية الوقت، كانت درجات الحرارة المحسوبة 500 درجة مئوية أو أقل».
منذ الحادي عشر من سبتمبر، انهار ما لا يقل عن مبنيين شاهقين ذوَي الهيكل الفولاذي بسبب الحرائق فقط -مبنى بلاسكو في طهران، إيران في 19 يناير 2017، ومبنى ويلتون بايس دي ألميدا في ساو باولو، البرازيل، في 1 مايو 2018.

### البنتاغون
زعم الناشط السياسي تييري ميسان والمخرج ديلان أفيري أن طائرة الخطوط الجوية الأمريكية الرحلة 77 لم تصطدم بالبنتاغون. وبدلًا من ذلك، جادلا بأن البنتاغون أصيب بصاروخ أطلقه عناصر من داخل الحكومة الأمريكية. يزعم البعض أن الفتحات في جدران البنتاغون كانت أصغر من أن تصنعها طائرة بوينغ 757: «كيف يمكن لطائرة بعرض 125 قدمًا وطول 155 قدمًا أن ترسم حفرة يبلغ عرضها 60 قدمًا فقط؟» أصبح كتاب ميسان (الذي نُشر بالإنجليزية باسم 11/9: الخدعة الرهيبة) متاحًا بأكثر من اثنتي عشرة لغة. عند إصدار الكتاب، تعرض لانتقادات شديدة من قبل كل من الصحافة الفرنسية والأمريكية الرئيسية، ولاحقًا من داخل حركة الحقيقة لهجمات 11/9. ووصفت صحيفة ليبراسيون الفرنسية الكتاب بأنه «نسيج من المزاعم الجامحة وغير المسؤولة بلا أساس على الإطلاق».
ردًا على ادعاء منظري المؤامرة بأن صاروخًا أصاب البنتاغون، جادل ميت سوزن، أستاذ الهندسة المدنية في جامعة بيردو، بأن: «الطائرة المحطمة لا تحفر مخططًا شبيهًا بالرسوم المتحركة لنفسها في مبنى من الخرسانة المسلحة. عندما اصطدمت الرحلة 77 بالبنتاغون، اصطدم أحد الأجنحة بالأرض وقُص الآخر بسبب الأعمدة الحاملة للبنتاغون». وفقًا لأركيتكتشر ويك، فإن سبب تعرض البنتاغون لضرر ضئيل نسبيًا من الاصطدام هو تجديد ويدج 1 مؤخرًا. (كان هذا جزءًا من برنامج التجديد الذي بدأ في الثمانينيات، وكان ويدج 1 هو الأول من بين خمسة برامج جرى تجديدها).

### الحكومات الأجنبية
يوجد مزاعم باحتمالية لعب بعض الأفراد من داخل وكالة الاستخبارات الباكستانية (ISI) دورًا هامًا في تمويل الهجمات. يوجد أيضًا ادعاءات بأن وكالات استخبارات أجنبية أخرى -مثل الموساد الإسرائيلي- كانت على علم مسبق بالهجمات، وبأن السعودية قد لعبت دورًا في تمويل الهجمات. يعتقد الجنرال حميد غل -الرئيس السابق لجهاز المخابرات الباكستانية- بأن هذه الهجمات عبارة عن «عملية داخلية» مصدرها الولايات المتحدة نفسها، ومن تنفيذ إسرائيل أو المحافظين الجدد. قال فرانشيسكو كوسيغا -رئيس إيطاليا السابق منذ عام 1985 وحتى استقالته في عام 1992 بسبب عملية غلاديو- إنه من المعروف لدى وسط اليسار الإيطالي أن هجمات 11 سبتمبر عبارة عن عملية مشتركة بين وكالة المخابرات المركزية والموساد. أشارت التقارير اللاحقة إلى أنه لم يكن بالحقيقة يصدق ذلك.

#### إسرائيل
وثق كل من رابطة مكافحة التشهير وتوم بورنيت وآخرون نظرية المؤامرة التي تزعم تورط إسرائيل في الهجمات، وربما تخطيطها لها أيضًا. اقتُرحت مجموعة متنوعة من الدوافع، بما في ذلك: دفع الولايات المتحدة لمهاجمة أعداء إسرائيل؛ وصرف الانتباه العام عن معاملة إسرائيل للفلسطينيين؛ ومساعدة الصهاينة على السيطرة على الشؤون العالمية؛ وإقناع الأمريكيين بدعم إسرائيل. تزعم الأشكال المختلفة لهذه النظرية تنظيم أرئيل شارون، والموساد، أو حكومة إسرائيل لهذه الهجمات. يُعتبر كيفن باريت -المحاضر السابق في جامعة ويسكونسن- من «كبار المدافعين عن النظريات القائلة بأن الموساد الإسرائيلي هو من دبر هجمات 11 سبتمبر» وفقًا لمجلة سلايت.
يعتقد بعض أنصار هذه النظرية أن المخابرات الإسرائيلية قد حذرت الموظفين اليهود وطلبت منهم التغيب عن العمل في 11 سبتمبر، ما لم يسفر عن أي وفيات يهودية في مركز التجارة العالمي. قدر بعض مؤيدي نظرية المؤامرة هذه أعداد اليهود الذين تغيبوا عن العمل في 11 سبتمبر بنحو 4000 يهودي، وذلك طبقاً لسينامون ستيلويل. أبلغت قناة المنار اللبنانية التي يملكها حزب الله عن هذا الأمر لأول مرة في 17 سبتمبر، ويُعتقد أنها استندت في خبرها إلى طبعة 12 سبتمبر من صحيفة جيروزاليم بوست التي جاء فيها: «تلقت وزارة الخارجية في القدس حتى الآن أسماء 4000 إسرائيلي يُعتقد أنهم تواجدوا في مناطق مركز التجارة العالمي والبنتاغون خلال الهجمات».
يقدر عدد اليهود الذين لقوا حتفهم في الهجمات بنحو 270 إلى 400 يهودي. يتتبع الرقم الأدنى بشكل وثيق كل من النسبة المئوية لليهود الذين قطنوا آنذاك في منطقة نيويورك والاستطلاعات الجزئية لدين الضحايا. نشرت وزارة الخارجية الأمريكية قائمة جزئية مؤلفة من 76 رداً على الادعاءات التي تزعم أن عدد اليهود/ الإسرائيليين الذين لقوا حتفهم في الهجمات على مركز التجارة العالمي أقل من العدد الذي وجب حضوره في ذلك الوقت. قُتل في تلك الهجمات خمسة مواطنين إسرائيليين.

## أشهر إدعاءات النظرية
- أقامت منظومة نوراد الدفاعية قبل سنتين من تاريخ حدوث العملية الفعلية بتدريبات وهمية لضرب برجي التجارة ومبنى البنتاغون.[43] وكانت هناك مناورات لاختبار عمل هذه المنظومة الدفاعية في نفس يوم وقوع الهجمات.
- في سبتمبر 2000 وقبل استلام إدارة جورج دبليو بوش ظهر تقرير أعدته مجموعة فكرية تعمل في مشروع القرن الأمريكي الجديد، كان أبرز المساهمين بها هم ديك تشيني، دونالد رامسفيلد، جيب بوش، باول ولفووتز، سمي هذا التقرير إعادة بناء دفاعات أمريكا، ذكر به أن عملية التغيير المطلوبة ستكون بطيئة جدا بغياب أحداث كارثية جوهرية بحجم كارثة بيرل هاربر[44][45]
- في 24 أكتوبر 2000 بدأ البنتاجون تدريبات ضخمة أطلق عليها اسم ماسكال. تضمنت تدريبات ومحاكاة لأصطدام طائرة بوينغ 757 بمبنى البنتاغون [46][47]
- في 1 يونيو 2001 ظهرت فجأة تعليمات جديدة من رئاسة الأركان العسكرية تمنع أي إدارة أو قوة جوية بالتدخل في حالات خطف الطائرات بدون تقديم طلب إلى وزير الدفاع والذي يبت بالقرار النهائي بخصوص الإجراء الذي يمكن أن يتم إتخاذه [48]
- مع تكرار النفي الأمريكي ذكرت تقارير الاستخبارات الفرنسية أن أسامة بن لادن كان قد دخل إلى المستشفى الأمريكي في دبي في 4 يوليو 2001 أي قبل شهرين من أحداث 11 سبمتبر حيث زاره أحد عملاء وكالة الإستخبارات المركزية، والذي استدعي بعد ذلك فورا إلى ولاية واشنطن [49]
- في 24 يوليو 2001 قام رجل أعمال يهودي اسمه لاري سيلفرشتاين باستئجار برجي التجارة من مدينة نيويورك لمدة 99 سنة بضمن عقد قيمته 3.2 مليار دولار وتضمن عقد الإيجار بوليصة تأمين بقيمة 3.5 مليار دولار تدفع له في حالة حصول أي هجمة إرهابية على البرجين. وقد تقدم بطلب المبلغ مضاعفا باعتبار أن هجوم كل طائرة هو هجمة إرهابية منفصلة. وأستمر سيلفرشتاين بدفع مبلغ الإيجار بعد الهجمات وضمن بذلك حق تطوير الموقع وعمليات الإنشاءات التي ستتم مكان البرجين القديمين.[50]
- في 6 سبتمبر 2001، سحبت جميع كلاب اقتفاء أثر المتفجرات من البرجين وأوقفت جميع عمليات الحراسة المشددة على الرغم من التحذيرات الأمنية المتكررة من مخاطر أمنيّة [51]
- في 6 سبتمبر 2001، قفز حجم بيع أسهم شركات الطيران الأمريكية لأجل التخلص منها بحجم بلغ أربعة أضعاف حجم البيع والتخلص الطبيعي لهذه الأسهم. وفي 7 سبتمبر قفز حجم بيع الأسهم والتخلص منها لشركة بوينغ الأمريكية إلى حجم بلغ خمسة أضعاف حجم البيع والتخلص الطبيعي لهذه الأسهم. وفي 8 سبتمبر قفز حجم بيع الأسهم والتخلص منها لشركة أميريكان أيرلاينز إلى حجم بلغ 11 ضعف حجم البيع والتخلص الطبيعي لهذه الأسهم. ولقد وفرت حركة البيع والشراء اللاحقة بعد الأحداث أرباحا وصلت إلى 1.7 مليار دولار أمريكي [52]
- يوم 10 سبتمبر 2001، ألغى العديد من المسؤولين في مبنى البنتاغون رحلات طيرانهم ليوم 11 سبتمبر بصورة مفاجئة [53]
- يوم 10 سبتمبر وصل إلى ويلي براون محافظ سان فرانسيسكو اتصال هاتفي ينصحه بعدم الطيران إلى نيويورك لحضور اجتماع كان من المقرر عقده في يوم 11 سبتمبر، ولم يغادر ويلي بناء على تلك النصيحة. وإتضح فيما بعد أن المكالمة صدرت من مكتب كونداليزا رايس [54][55]
- ظهرت تقارير عن رؤية أسامة بن لادن ليلة 11 سبتمبر في باكستان في مستشفى عسكري باكستاني بعد إخلاء جميع العاملين من المستشفى في قسم المجاري البولية واستبدالهم بعاملين آخرين من الجيش [56]
- في 10 سبتمبر تم تحريك معظم المقاتلات الأمريكية إلى كندا وألاسكا في مناورة تدريبية سميت الشر الشمالي لمحاربة هجوم أسطول طيران روسي وهمي، وفي 11 سبتمبر تم بث صور طائرات مقاتلة وهمية على شاشات الرادارات العسكرية مما أربك الدفاعات الجوية في منظومة نوراد ذلك اليوم. ولم يبقى في الولايات المتحدة الأمريكية بكاملها سوى 14 مقاتلة للحماية، وفي يوم 11 سبتمبر أرسلت 3 طائرات إف 16 هم ما تبقوا بجانب البنتاغون إلى مهمة تدريبية في شمال كارولاينا. [بحاجة لمصدر]

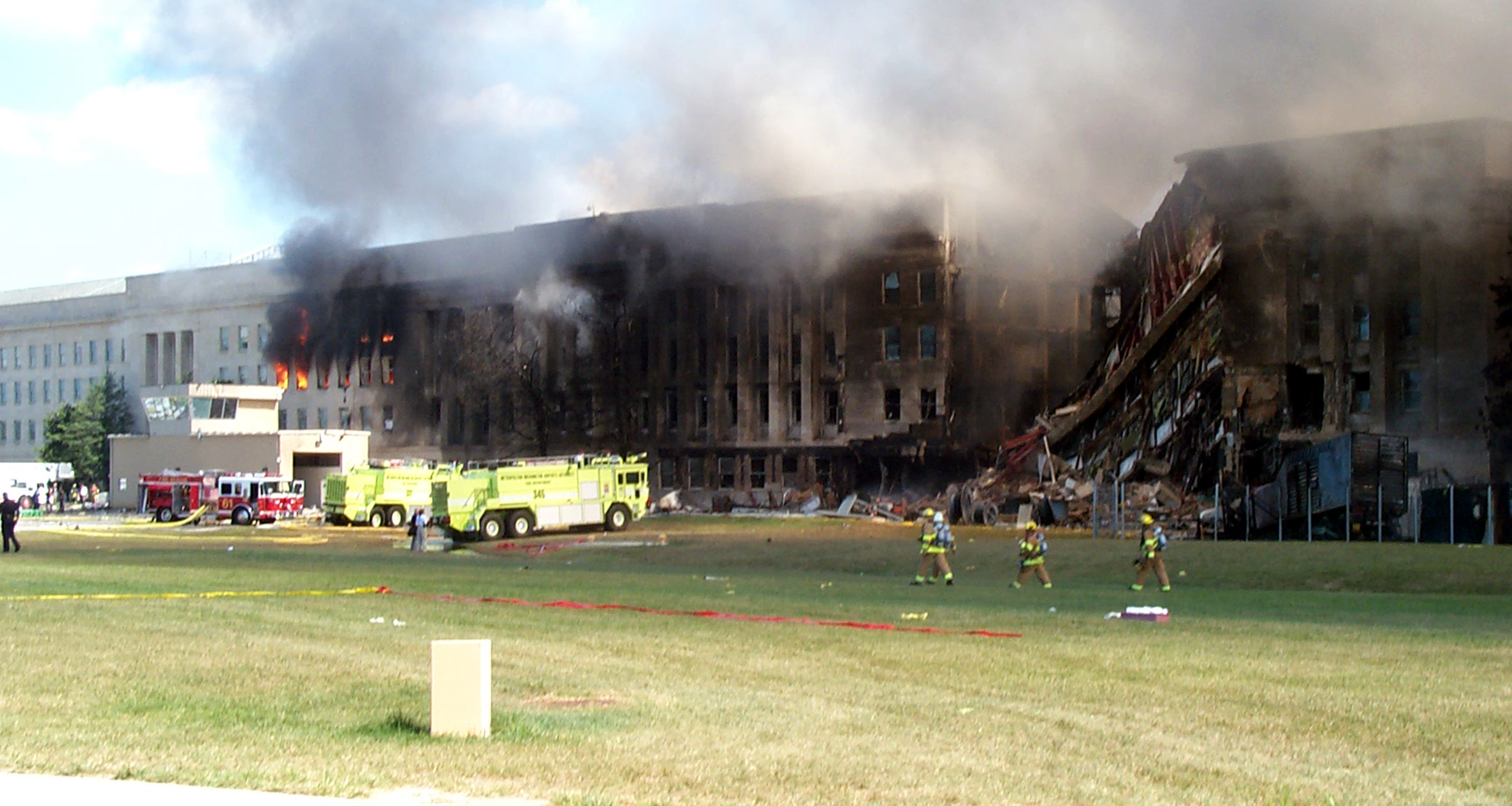
صورة للبنتاغون بعد الهجوم, لاأثر لعشب محترق قرب المبنى.

- الرواية الرسمية: إن الطائرة بوينغ 757 في رحلتها رقم 77 والتي ضربت البنتاغون (حسب الرواية الرسمية) استدارت 330 درجة في الهواء بسرعة بين 530 و 440 ميل في الساعة وإنخفضت بنفس الوقت 7000 قدم حيث جرى ذلك خلال دقيقتين ونصف لتتمكن من التحطم داخل مبنى البنتاغون. قام محللون فيزيائيون ورياضيون بتحليل العملية باستخدام برامج حاسوبية حيث أنه يصعب حتى على الطيار الالي البقاء فوق العشب بضع انشات أو سنتمترات قرب المبنى بحسب روايات الأخبار. وخلص الخبراء إلى انه يستحيل على طائرة بوينغ 757 القيام بتلك المناورة، وإذا ما تمت تلك المحاولة ستصاب الطائرة بحالة تسمى STALL ،و هذا يعني انعدام استجابة الطائرة الإيروديناميكية، أي فقدان السيطرة بشكل كامل على حركة الطائرة [57]
- في نوفمبر 2002 سقطت طائرة وذلك بسبب اصطدامها بعامود إضاءة قبل وصولها إلى المطار لتنقل الرئيس الأمريكي السابق جورج بوش الأب إلى الإكوادور، حيث تمزق المحرك وتناثر[58]، بينما حسب الرواية الرسمية تمكنت رحلة 77 من الاصطدام وقلع 5 أعمدة إنارة من الأرض دون أن تصاب الأجنحة أو المحركات بأي ضرر.
- لم يظهر على العشب الأخضر أمام مبنى البنتاغون أي علامات اصطدام أو تزحلق للطائرة. من ناحية أخرى كان يفترض بالغازات المحترقة أن تحرق كافة العشب التي مرت من فوقه على هذا الارتفاع بالإضافة إلى مسح التربة على المسار.
- لم يظهر أي جزء كبير كذيل أو أجزاء جناح من الطائرة التي صدمت مبنى البنتاغون. الرواية الرسمية تقول أن حرارة الاحتراق بخرت الطائرة. وعلى الرغم من تبخر معدن الطائرة، تم التعرف على 184 شخص من أصل 189 شخص قتلوا، منهم 64 شخصا كانوا على متن الطائرة التي تبخرت بسبب الحرارة. مع مراعاة أن محركات الطائرة التي تبخرت تزن 12 طن من مادة التيتانيوم ذات درجة الانصهار المرتفعة.
- ظهرت ثلاث قطع صغيرة تم التعامل معها على أساس أنها من بقايا الطائرة. لم تتطابق هذه القطع مع أي مكون من مكونات البوينغ 757 [59]
- قبل أنهيار القسم المصلب في مبنى البنتاغون لم تظهر الصور المتسربة أي فتحات في الجدار عدا فتحة واحدة بالكاد تكون مساوية لحجم جسم الطائرة، ولم يظهر أي فتحات أخرى لاختراق الأجنحة أو المحركات الضخمة [بحاجة لمصدر]
- ظهرت رائحة مادة الكورودايت بصورة مميزة في مبنى البنتاغون وهو وقود للصواريخ والقذائف ولا يستعمل كوقود للطائرات.
- لم يسقط البرجين الرئيسيين فقط بل سقط معهم برج التجارة رقم 7، والذي يحوي مقر السي أي آيه والخدمات السرية بعد عدة ساعات، بدون تفسير منطقي، وإتضح أنه مملوك بالكامل للاري سيلفرشتاين الذي كان قد استأجر باقي الأبراج. وجميع البنايات المحيطة بالبرج السابع لم تتأثر. بل حتى لم يسقط زجاجها. التفسير الرسمي هو أن شظايا نارية وصلت إلى البرج وأدت إلى إصابته باضرار مدمرة واشتعال النار في داخله وبالتالي انهياره على شكل قد يخطئه البعض على أنه تفجير متحكم به. إذا صحت هذه النظرية يكون هذا البرج هو البرج الثالث في تاريخ البشرية الذي سقط بسبب الحريق، وكان أول برجين سقطا هما برجي التجارة.[60]
- تم الكشف في برنامج بث على الهواء مباشرة عن ترتيبات لاري سيلفرشتاين لتفجير البرج 7 ذلك اليوم. الخبر الذي استغرق بثه 10 دقائق تعرض للتشويش خمس مرات.[61] لاري سيلفرشتاين استلم 861 مليون دولار قيمة تأمين عن ذلك المبنى والذي كلف شراءه 386 مليون دولار، بربح صافي غير خاضع للضرائب يقارب 500 مليون دولار
- تحدث الناجون عن انفجارات كانت تحدث داخل الأبراج [62] إلا أن التحقيق الرسمي تجاهل ذلك.
- استغرق سقوط البرج الجنوبي 10 ثوان وهي الفترة الزمنية اللازمة للسقوط الحر من أعلى البرج بدون أي إعاقة أو مقاومة. أي أن الجزء العلوي كان يسقط في الفراغ وليس على باقي هيكل البرج الذي يقف أسفل منه.
- تم تسجيل أصوت تفجيرات من البنايات المقابلة للأبراج [63]
- وصل رجال الإطفاء إلى الطابق رقم 78 [64] واستطاعوا مكافحة النيران في ذلك الطابق مع أنه الطابق الذي أصابته الطائرة والذي يفترض أنه قد ذاب بسبب الحرارة.[65] منعت السلطات الأمريكية صدور شريط صوتي يؤكد هذا الأمر إلى أن تم تسريبه إلى الصحافة [66]
- وصف الكثير من رجال الإطفاء ما شاهدوه بأنه عملية تفجير للبرجين [67]
- اتهمت أمريكا بن لادن في الضلوع بالهجمات ولكن بن لادن علق على الحادثة فقال: انه يثني على فاعلي العملية - ولم يذكر أنه مسؤول عنها - بل قال أنه في ولاية إسلامية ولا يمكنه تنفيذ أي عمل إلا بإذن إمام الولاية.
- أجواء الولايات المتحدة وأي دوله في العالم مغطاة بشبكه ترصد تحرك الطائرات ولم تتحرك أي طائرة من طائرات سلاح الجو الأمريكي في 28 قاعدة على مستوى أمريكا، ولماذا لم يبلغ أي كمبيوتر عن فقدان طائرة وتحولها من مسارها وأن أصلا هذه المنطقة لا تدخلها الطائرات. [بحاجة لمصدر]

ولماذا لم تستطع منظمة civilian Air Traffic Control المسئولة عن توجيه ورصد الطائرات المدنية أكتشاف الطائرات المفقودة.
- كان هناك خمسة إسرائيليين يصورون البرجين من سطح شركتهم وهم يضحكون وقد أعتقلوا ولكن أطلق سراحهم بعد72 ساعة. [بحاجة لمصدر]
- طالبت الولايات المتحدة الأمريكية بأسامة بن لادن من حكومة طالبان، لكن طالبان اشترطت على الولايات المتحدة أن تعطيها دليل على أنه الرأس المدبر لهذه العملية.
- ظهر بن لادن في شريط فيديو أظهرته الحكومة الأمريكية وتحدث ونسب العملية له، ولكن الشخص المتحدث لم يكن بن لادن بل لم يكن حتى يشابهه، وفي التدقيق بالفيديو رأى مؤيدي نظرية المؤامرة بأنه يحمل خاتم من ذهب - وهذا ما تحرمه الشريعة الإسلامية - وظهر بن لادن يكتب بيده اليسرى مع أن كل الذين يعرفوه شاهدوه يكتب باليمنى.

وقد تم توثيق ذلك من قبل بعض المهتمين بالفيلم الأمريكي الوثائقي Loose Change والذي يوضح علاقة الحكومة الأمريكية بتفجيرات 11 سبتمبر بشكلٍ مصور ومدعوم بالوثائق الرسمية والمقابلات الشخصية والتحليل العلمي.

## وصلات داخلية
- هجمات الحادي عشر من سبتمبر
- أليكس جونز
- ثورة بوسطن 1689
- حركة الحقيقة لهجمات 9/11